# امرؤ القيس بن الأصبغ الكلبي
امرؤ القيس بن الأصبغ الكلبي الصحابي الجليل، كان زعيم قومه كلب، وبعثه النبي عاملا على كلب في حين إرساله إلى قضاعة، خال أبي سلمة بن عبد الرحمن بن عوف، ولما مات رسول الله ﷺ كانت عماله على قضاعة من كلب امرؤ القيس بن الأصبغ الكلبي من بني عبد الله فلم يرتد. وفيه أن النبي محمد بعث امرأ القيس عاملًا على كَلْب، حين أرسل عماله على قضاعة، فارتد بعضهم، وثبت امرؤ القيس على دينه، قال ابن الأثير: وامرؤ القيس هذا هو خال أبي سلمة بن عبد الرحمن بن عوف فيما أظن، لأن أم أبي سلمة تماضر بنت الأصبغ بن ثعلبة الكلبي، وكان الأصبغ زعيم قومه ورئيسهم.